# I'm Getting Used To You
I'm Getting Used To You é uma canção da cantora mexicano-americana de Tejano pop, Selena, do seu sexto álbum de estúdio, "Dreaming of You" de 1995.

## Charts
| Gráfico (1995/96)                             | Posição |
| --------------------------------------------- | ------- |
| U.S. Billboard Bubbling Under Hot 100 Singles | 7       |
| U.S. Billboard Hot Adult Contemporary Tracks  | 23      |
| U.S. Billboard Rhythmic Top 40                | 27      |